# Type 5 To-Ku
Le Special Type 5 Launch To-Ku (特五式内火艇 トク, toku-go-shiki uchibitei To-Ku) est un prototype japonais de char amphibie développé en 1945. L'avancement de son développement à la fin de la Guerre du Pacifique n'est pas clairement connu.
La To-Ku était grand et lourd; il possédait de vastes plaques de blindage de 50 mm à l'avant de la coque. La tourelle est une version modifiée de celle du Type 97 Shinhoto Chi-Ha équipé d'un canon Type 1 de 25 mm et un fusil-mitrailleur Type 97 de 7.7 mm à l'arrière. L'avant de la coque possédait un canon antichar Type 1 47 mm et un autre fusil-mitrailleur Type 97 de 7,7 mm. Le châssis était basé sur le Type 5 Chi-Ri et la suspension, les flotteurs et le système de propulsion étaient sensiblement les mêmes que ceux du Type 3 Ka-Chi. Selon une source, un prototype était achevé à la fin de la guerre ; selon une autre, aucun prototype n'était terminé à la fin de la guerre.